# Aecidium hebes
Aecidium hebes är en svampart som beskrevs av G. Cunn. 1928. Aecidium hebes ingår i släktet Aecidium, ordningen Pucciniales, klassen Pucciniomycetes, fylumet basidiesvampar,  och riket svampar.   Inga underarter finns listade.